# Миронова, Ольга Ивановна
Ольга Ивановна Миронова — почётный гражданин города Дубны, заслуженный работник культуры Российской Федерации.

## Биография
Ольга Миронова родилась в Москве.
В 1972 году окончила Калужское музыкальное училище и стала работать хормейстером в хоровой студии «Дубна». В 1978 году стала выпускницей Государственного музыкально-педагогического института имени Гнесиных. Организовала ансамбль «Время». В 1991 году Ольга Миронова создала Хоровую школу мальчиков и юношей «Дубна». Стала в ней работать директором и художественным руководителем. В школе изучают нотную грамоту, историю музыки, поют в хоре. Выпускники школы, организованной Ольгой Мироновой, продолжают музыкальную карьеру: Илья Павлов стал солистом музыкального театра имени Станиславского и Немировича-Данченко, Артем Гарнов работает в театре «Новая опера», а Сергей Гайдей — в Рязанском областном музыкальном театре.
Ольга Миронова организовала проведение Московского областного открытого конкурса вокалистов-мальчиков, Московского областного открытого конкурса хоров мальчиков Подмосковья, международного фестиваля хоров «Звучат мальчишек голоса».
В 2000 году Ольге Мироновой была присуждена Государственная стипендия. Три раза избиралась депутатом городского Совета депутатов.

## Семья
Родители Ольги Мироновой: Иван Александрович и Зинаида Филлиповна Сосуновы. Брат — Николай, чемпион Московской области по лыжным гонкам. Дочь — преподаватель английского языка.

## Награды и звания
- Заслуженный работник культуры Российской Федерации (1994)[1]
- Почетный знак «За заслуги перед Дубной» (2005)[1]
- Медаль «За заслуги перед Отечеством» II степени[1]
- Знак Губернатора Московской области «За труды и усердие» (2011)[1]
- Медаль «За вклад в развитие образования» (2011)[1]
- «Почетный гражданин города Дубны» (2016)[4]
- Медаль «За заслуги перед Отечеством» I степени (2021)[5].